# Rašeliniště Pele
Rašeliniště Pele je přírodní rezervace na rozhraní katastrálních území obcí Chlum u Třeboně a Staňkov v okrese Jindřichův Hradec. Oblast spravuje AOPK ČR Správa CHKO Třeboňsko. Důvodem ochrany je rašeliniště v počátečním stádiu vývoje na přítocích rybníka Vydýmače.